# Inbound marketing
L'inbound marketing és un mètode de màrqueting que es basa en l'ús estratègic, coordinat i combinat de tècniques SEO, xarxes socials, màrqueting de continguts i anàlisis de dades per tal de captar genuïnament l'interès dels internautes, millorar la reputació d'una empresa i, d'aquesta manera, aconseguir més i millors contactes i establir una relació duradora amb clients existents.

## Origen
El terme inbound marketing literalment vol dir màrqueting entrant (o d'entrada) i ha estat traduït com a màrqueting d'atracció. Va ser creat per Brian Halligan, un dels fundadors de HubSpot, el seu soci Dharmesh Shah i el seu assessor David Meerman Scott en 200 com a contraposició a l'anomenat outbound marketing (màrqueting sortint o de sortida), on els missatges s'envien als clients, com és comú en el correu directe, falques de ràdio, anuncis de televisió, fulletons, correu no desitjat, telemàrqueting i altra publicitat tradicional.

## Metodologia
L'inbound marketing es guanya l'atenció dels clients (en comptes de comprar-la) i fa que una empresa guanyi visibilitat a Internet i aconsegueixi atreure clients fins al seu lloc web produint contingut interessant.
La metodologia de l'inbound marketing cobreix tots els passos, eines i etapes del cicle de compra pels quals passa una persona des que no coneix una empresa fins que s'hi converteix en client. Sovint es divideix en quatre fases:
1. Atreure visitants. Això s'aconsegueix a través de la creació i optimització SEO de continguts.
2. Convertir els visitants en contactes (leads). Mitjançant ofertes i formularis.
3. Convertir els contactes en clients. Procés de gestió i maduració de contactes a través de correus electrònics.
4. Convertir els clients en prescriptors. Anàlisi i seguiment de clients mitjançant estudi de dades i optimització de continguts.

### Eines de màrqueting per a cada fase[8]

#### Atracció de visitants
- Creació de contingut de valor en un blog, treballat amb tècniques SEO
- Difusió de contingut a les xarxes socials

#### Conversió aleads
- Creació de landing pages amb formularis pensats per la conversió
- Webs amb call to action clars

#### De leads a clients
- Vídeo-màrqueting
- Ús de testimonials
- Demostració de producte

#### Fidelització
- Una bona atenció post-venda
- Continguts exclusius només per a clients
- Tallers, webinars, obsequis...

## Resultats
La metodologia del màrqueting tradicional permet veure resultats immediats just després d'invertir en una campanya. Tanmateix, aquest repunt sol ésser efímer. Per contra, la metodologia de l'inbound marketing requereix un gran esforç però ofereix un creixement lent i constant. Per tant, s'ha de prendre com una feina més dins d'un negoci. Per veure els resultats es necessiten entre 3 o 4 mesos, per això ha estat descrit com «anar al gimnàs: només es veuen resultats si s'hi va amb regularitat i se sua».
Segons un estudi realitzat entre gairebé 6.000 usuaris i publicat pel Massachusetts Institute of Technology Sloan School of Management el gener de 2014, la implementació de programari d'inbound marketing de HubSpot va significar un increment anual en vendes del 69%. Un 74% dels entrevistats van experimentar un augment durant els primers 7 mesos d'implementació.